# Культура Малайзии
Многонациональность Малайзии, а также множество религий и языков, распространенных здесь, способствовали культурному разнообразию страны. Коренное население, называемое здесь «Оранг-Асли», малайцы, китайцы, индийцы — все эти народы, проживающие в стране, привнесли свой вклад в её культуру. Длительное присутствие в регионе европейцев и арабов также наложило свой отпечаток. Подобно соседнему Сингапуру, о Малайзии часто пишут, называя её «Азией в миниатюре».

## Искусство

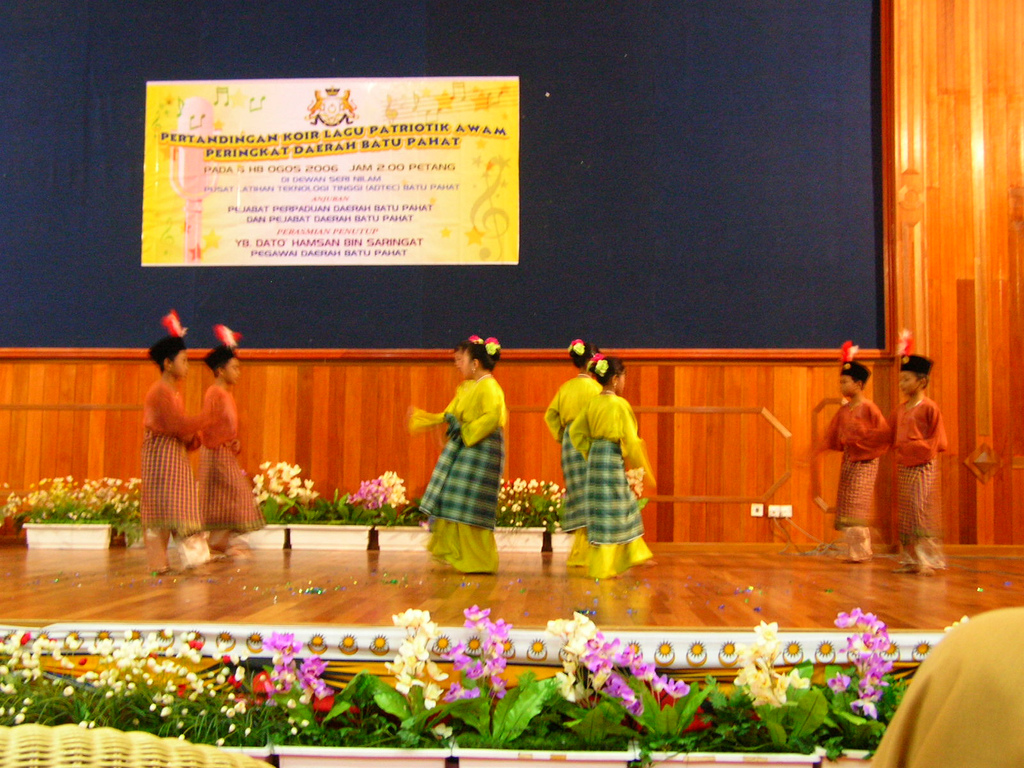
Школьная постановка танца «запин»

Традиционное искусство народов Малайзии включает в себя резьбу по дереву, плетение корзин, изготовление изделий из серебра. Вместе с ткачеством, с давних времён традиционно была развита техника росписи по ткани — батик и другие декоративные методики. Среди традиционных произведений искусства стоит отметить также национальный малайский и индонезийский кинжал — крис. Во многих районах было развито изготовление керамических изделий.

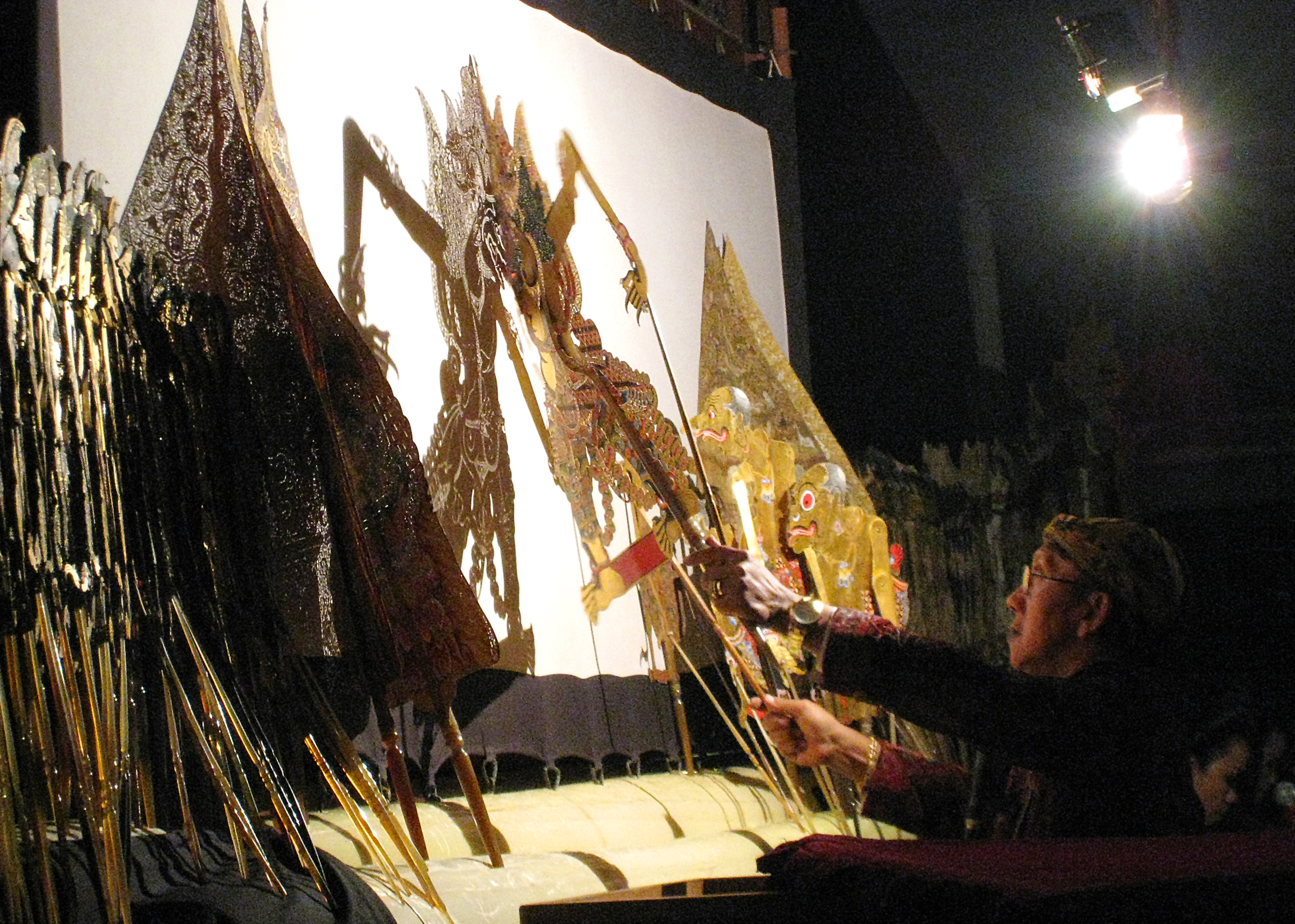
Театр теней ваянг

Традиционное искусство довольно сильно отличается в зависимости от конкретного района, большое влияние на малайское искусство оказала культура Индии. В то же время, в ходе исламизации страны индийские и буддийские составляющие культуры стали терять былое значение, уступая новым влияниям из культуры Ближнего Востока, а впоследствии и из европейской культуры. Ислам налагал свои коррективы на изобразительное искусство, в частности, долгое время под запретом были изображения людей и животных.
Традиционные малайские танцы включают джогет мелайу и запин. В последние годы набирает популярность музыкальная форма дикир барат, активно пропагандируемая малайским правительством как важная часть культуры. На протяжении многих веков в Малайзии был популярен театр теней ваянг кулит, куклы которого традиционно изготавливаются из буйволовой кожи и раскрашиваются вручную. Большинство сюжетов ваянг взяты из индийского эпоса — Рамаяны и Махабхараты, популярны и собственно малайские мотивы.
Китайские общины принесли в культуру такие традиционные танцы, как танец льва и танец дракона, индийцы способствовали развитию таких танцевальных форм как бхаратанатьям и бхангра. Вместе с португальскими колонистами здесь появились такие танцы, как фарапейра и браньо. Большинство коренных народов Малайзии имеют свои традиционные танцы. Традиции танца находят своё продолжение в постановках современных хореографов, в том числе Джозефа Гонсалеса
Большой вклад в развитие национального кино и музыки внёс П. Рамли. Лидером "новой волны" альтернативного кино является У-Вэй Хаджи Шаари. Актуальные проблемы взаимодействия между национальными общинами смело поднимала в своих фильмах Ясмин Ахмад. Основателями современного малайзийского театра считаются Фарида Меричан и Джо Хашам. Первый детский театр создан Ладином Нуави. Среди актёров театра и кино можно отметить Халида Саллеха, Джалалуддина Хассана, Сани Судина, Фаузия Нави, Пьян Хабиба. Успешно работает в облпсти дизайна костюмов театра и кино Акма Суриати Аванг.

## Архитектура

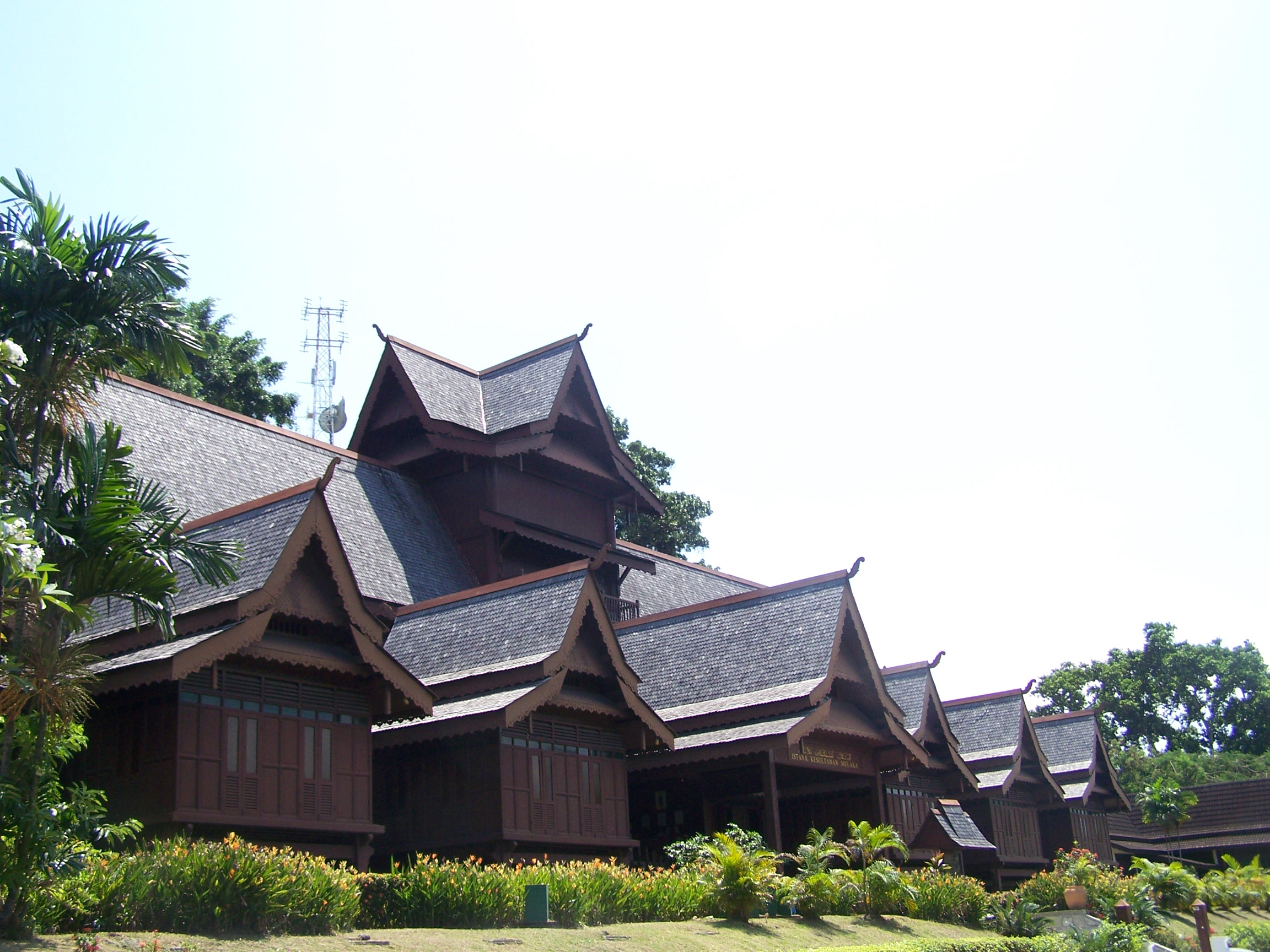
Копия дворца Малаккаского султаната, основанная на информации в «Малайских родословиях»

Архитектура Малайзии являет собой комбинацию множества стилей, от традиционно китайских и индийских, до стилей, попавших сюда вместе с европейцами. Таким образом, малайская архитектура претерпела множество влияний. Дома на севере страны довольно сходны с теми, что распространены в соседнем Таиланде, в то же время на юге они ближе к яванским.
Основным материалом строительства традиционно была древесина, она использовалась для всего, от простых домов до королевских построек. Другие традиционные материалы — бамбук и листья. Истана-Кенанган в городе Куала-Канган, построенный в 1926 году — единственный малайский дворец, имеющий бамбуковые стены. Вместе с европейцами здесь появились такие материалы, как стекло и гвозди, что также сильно изменило традиционную архитектуру. Учитывая условия тропического климата, постройки традиционно имели большие окна и высокие крыши, большое внимание уделялось хорошей вентиляции.
Традиционные постройки коренных народов восточной части страны представляют собой длинные дома (лонгхаусы), которые вмещают от 20 до 100 семей. Водные деревни некоторых народов полностью построены на сваях, дома зачастую связаны между собой дощатыми переходами, хотя основным транспортом, конечно, являются лодки.
Наибольшее разнообразие стилей можно увидеть в городе Малакка, которая долгое время являлась важнейшим центром торговли региона. Кроме малайских и китайских зданий, здесь находятся остатки португальского форта А’Фамоса, голландские кварталы из красного кирпича, здания британских времён.

## Музыка
Традиционная малайская музыка берёт свои истоки из региона Келантан-Паттани и основывается главным образом на ударных инструментах, наиболее важный из которых — генданг. Существует минимум 14 видов различных барабанов.
Другие инструменты включают в себя ребаб (струнный смычковый инструмент), сулинг (духовой инструмент наподобие флейты), подвесные гонги, трубы и др. Традиционный оркестр может быть двух видов: гамелан, играющий на ударных инструментах, различных гонгах и ксилофонах и нобат, использующий духовые инструменты, что делает его музыку более торжественной. 
Наиболее известные певцы прошлых лет - П. Рамли и Салома, из молодого поколения - Умар Узаир. В Куала-Лумпуре функционирует Национальный симфонический оркестр.

## Литература

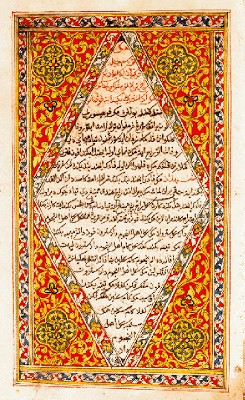
Фронтиспис копии «Малайских родословий»

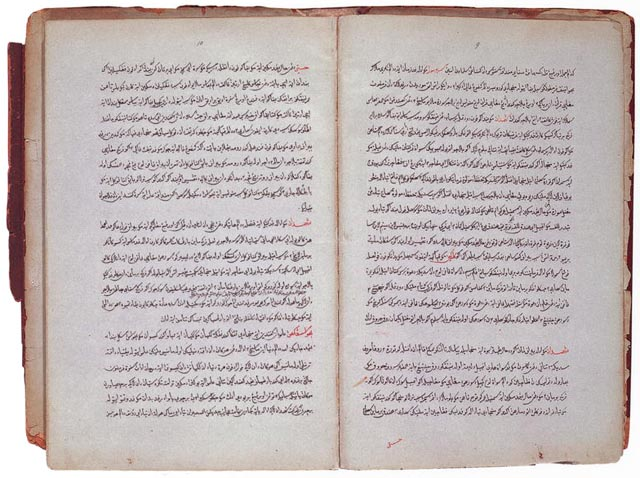
Копия одной из повестей Абдуллаха Мунши

## Праздники
Большинство праздников Малайзии присущи лишь той или иной этнической или религиозной группе. Основные религиозные праздники являются выходными днями. Наиболее распространённые национальные праздники включают в себя «Хари-Мердека» (День Независимости), празднуемый 31 августа в честь независимости Федерации Малайзия. Также, это «День Труда» (1 мая), день рождения короля, «День Малайзии» (16 сентября), празднуемый в честь формирования государства из отдельных территорий. «День федеральных территорий» празднуется в федеральных территориях страны.
Важное место в культуре занимают мусульманские праздники: Хари-Райя-Пуаса (Ураза-Байрам), Хари-Райя-Хаджи (Курбан-Байрам), Авал-Мухаррам (мусульманский Новый Год), Маулидур-Расул (Маулид ан-Наби). Малайские китайцы празднуют те же праздники фестивали, что и во всём мире. Наиболее значимым и масштабным из них является Китайский Новый год.